# Massimo Biasion
Massimo Biasion (Bassano del Grappa, Italia, 7 de enero de 1958), también conocido como Miki Biasion, es un piloto italiano de rally. Sus mayores logros fueron 17 victorias y 40 podios en el Campeonato Mundial de Rally, los títulos de 1988 y 1989, el título de Campeón de Europa y el Campeonato Italiano en 1983. Fue el tercer piloto en conquistar el bicampeonato mundial luego de Juha Kankkunen y Walter Röhrl. Pilotó modelos de las marcas Opel, Lancia y Ford, y tuvo como copiloto a Tiziano Siviero durante prácticamente toda su carrera profesional.

## Trayectoria

### Primeros logros en rally (1979-1985)
Biasión fue campeón italiano de rally en cuatro divisiones distintas: Grupo 1 en 1979 (Opel Kadett), Grupo 2 en 1980 (Opel Ascona), Grupo 4 en 1982 (Opel Ascona), y Grupo B en 1983. También en 1983 y con un 037, conquistó el Campeonato Europeo de Rally Grupo B y participó del Rally de San Remo, fecha válida del Mundial de Rally. Sus primeras experiencias en el Mundial de Rally habían sido también en San Remo, en cuyas ediciones 1980, 1981 y 1982 había participado con un Ascona.
En 1984, Biasion disputó cinco de las doce fechas mundialistas por el equipo Jolly Club con un 037. Obtuvo un segundo lugar en el Rally de Córcega y un tercero en San Remo, lo que le permitió alcanzar la sexta colocación global. Al año siguiente participó en cuatro fechas, logrando un segundo puesto en el Rally de Portugal y una 12.ª colocación final.

### Mundial de Rally: Lancia (1986-1990)

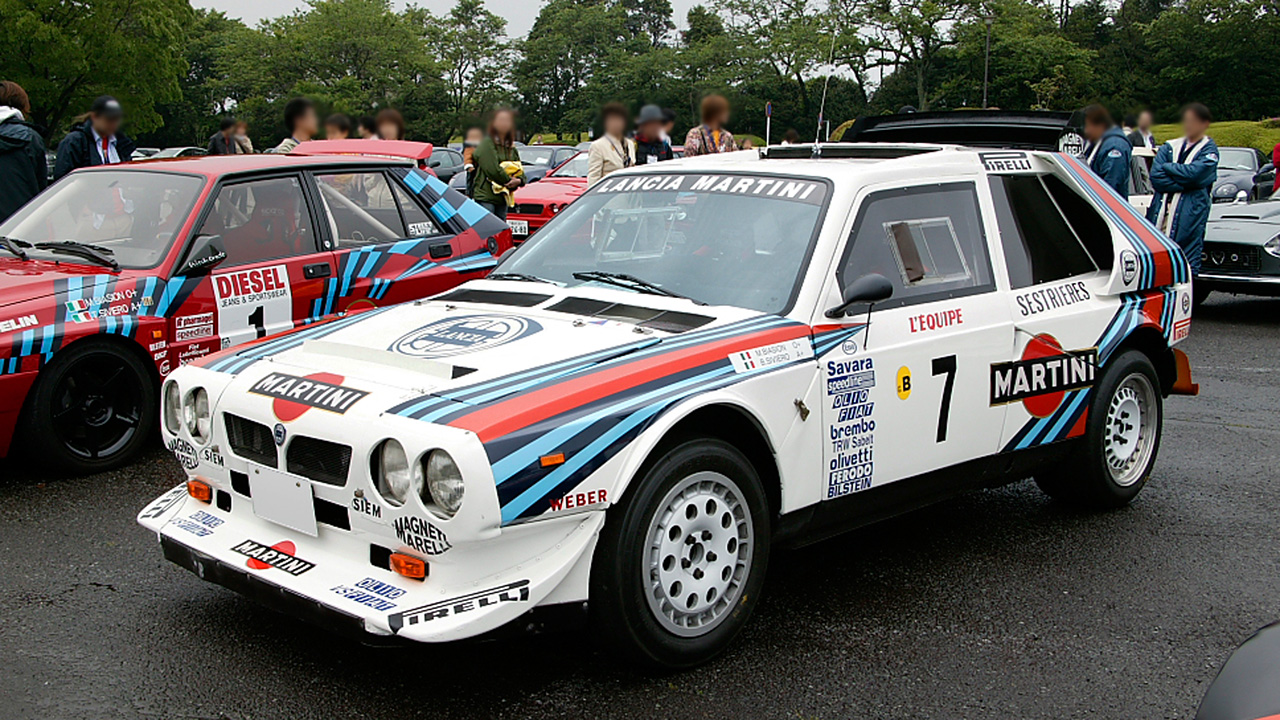
Lancia Delta S4 de Biasion

Biasion fue fichado para la temporada 1986 por el equipo oficial de Lancia. Corrió en siete de las trece fechas con un Lancia Delta S4 y en el Rally Safari con un 037. Sus mejores resultados fueron una victoria en el Rally de Argentina, un segundo puesto en el Rally Acrópolis y un tercero en el Rally de Nueva Zelanda, los cuales lo dejaron en la quinta posición del campeonato. Al año siguiente, ahora con un Delta HF 4WD, el italiano cosechó tres triunfos (Monte Carlo, Argentina y San Remo) y obtuvo el subcampeonato, mientras que sus compañeros de equipo Kankkunen y Markku Alén quedaron primero y tercero respectivamente.
El equipo Martini Lancia introdujo el nuevo Delta Integrale para la tercera fecha del Mundial de 1988, Portugal. Biasion ganó cinco de las seis carreras en las que participó con él y fue segundo en la restante, lo cual le permitió obtener holgadamente el campeonato frente a su compañero, Alén. El italiano repitió su arrolladora actuación en 1989, cuando ganó cinco de las seis carreras que disputó y obtuvo el título.

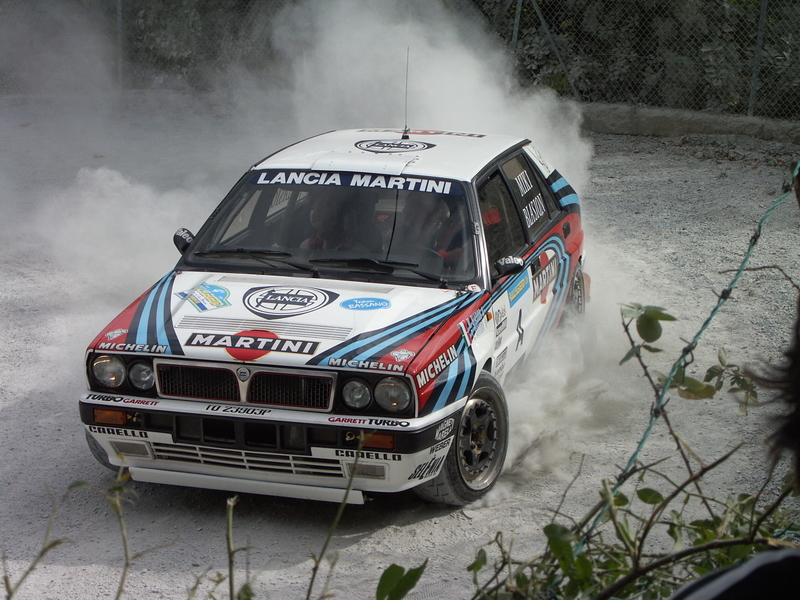
Lancia Delta HF Integrale 16v de Biasion

En 1990, Biasion ganó dos carreras, siendo una de ellas la de Portugal puntuable para el campeonato del mundo, y llegó tercero en otras tres; quedó en la cuarta posición final, por detrás de Carlos Sainz (Toyota), Didier Auriol y Kankkunen (Lancia). En 1991, el italiano obtuvo tres segundos puestos y dos terceros, lo que motivó una nueva cuarta posición global por detrás de los tres mismos pilotos.

### Mundial de Rally: Ford (1992-1994)
El equipo oficial de Ford contrató a Biasion para la temporada 1992. Al comando de un Ford Sierra, logró un segundo puesto y un tercero que lo dejaron en la cuarta colocación final por detrás de Sainz, Kankkunen y Auriol. Para 1993 pasó a pilotar un Ford Escort que lo llevó a su última victoria, el Rally de Acrópolis. Sumado a dos segundos puestos y un tercero, concluyó el año en cuarta posición por cuarta vez consecutiva. En su última temporada completa en el Mundial de Rally, Biasion cosechó dos terceras colocaciones que lo dejaron sexto en la tabla final.

### Años posteriores
Tras participar en 1995 de varias fechas del Mundial de Rally por equipos privados, Biasion se retiró de la especialidad y ha participado en rally raid. Consiguió la Copa Mundial de Rally Todoterreno en 1998 y 1999 en la división de camiones con la marca Iveco. Biasion también participó en varias ediciones de la Carrera de Campeones.

### Actualidad
En el 2012, ha corrido el raid Rally Dakar en la categoría camiones con un Iveco Trakker, finalizando 6.º en la clasificación general.

## Palmarés

### Títulos
| Año  | Título                     | Automóvil              |
| ---- | -------------------------- | ---------------------- |
| 1983 | Campeón de Rally de Italia | Lancia Rally 037       |
| 1983 | Campeón de Europa de Rally | Lancia Rally 037       |
| 1988 | Campeón Mundial de Rally   | Lancia Delta Integrale |
| 1989 | Campeón Mundial de Rally   | Lancia Delta Integrale |

## Resultados

### Campeonato Mundial de Rally
| Año  | Equipo           | Automóvil                   | 1       | 2     | 3       | 4       | 5       | 6       | 7       | 8       | 9       | 10      | 11      | 12    | 13  | 14      | Posic. | Puntos |
| ---- | ---------------- | --------------------------- | ------- | ----- | ------- | ------- | ------- | ------- | ------- | ------- | ------- | ------- | ------- | ----- | --- | ------- | ------ | ------ |
| 1980 | Miki Biasion     | Opel Ascona                 | MON     | SWE   | POR     | SAF     | GRE     | ARG     | FIN     | NZL     | SRE Ret | COR     | GBR     | CDM   |     |         | -      | 0      |
| 1981 | Hawk Racing Club | Opel Ascona 400             | MON     | SWE   | POR     | SAF     | COR     | GRE     | ARG     | BRA     | FIN     | SRE 6   | CDM     | GBR   |     |         | 33.º   | 6      |
| 1982 | Conrero          | Opel Ascona 400             | MON     | SWE   | POR     | SAF     | COR     | GRE     | NZL     | BRA     | FIN     | SRE 8   | CDM     | GBR   |     |         | 49.º   | 3      |
| 1983 | Jolly Club Totip | Lancia Rally 037            | MON     | SWE   | POR     | SAF     | COR     | GRE     | NZL     | ARG     | FIN     | SRE 5   | CDM     | GBR   |     |         | 21.º   | 8      |
| 1984 | Jolly Club Totip | Lancia Rally 037            | MON 6   | SWE   | POR 4   | SAF     | COR 2   | GRE Ret | NZL     | ARG     | FIN     | SRE 3   | CDM     | GBR   |     |         | 6.º    | 43     |
| 1985 | Jolly Club       | Lancia Rally 037            | MON 9   | SWE   | POR 2   | SAF     | COR Ret | GRE     | NZL     | ARG     | FIN     | SRE 6   | CDM     | GBR   |     |         | 12.º   | 23     |
| 1986 | Martini Lancia   | Lancia Delta S4             | MON 68  | SWE   | POR Ret |         | FRA Ret | GRE 2   | NZL 3   | ARG 1   | FIN     | CDM     | SRE     | GBR   | USA |         | 5.º    | 47     |
| 1986 | Martini Lancia   | Lancia Rally 037            |         |       |         | KEN Ret |         |         |         |         |         |         |         |       |     |         | 5.º    | 47     |
| 1987 | Martini Lancia   | Lancia Delta HF 4WD         | MON 1   | SWE   | POR 8   | SAF     | FRA 3   | GRE 7   | USA 2   | NZL     | ARG 1   | FIN     | CDM     | ITA 1 | GBR |         | 2º     | 94     |
| 1988 | Martini Lancia   | Lancia Delta HF 4WD         | MON Ret | SWE   |         |         |         |         |         |         |         |         |         |       |     |         | 1º     | 115    |
| 1988 | Martini Lancia   | Lancia Delta Integrale      |         |       | POR 1   | KEN 1   | COR     | GRE 1   | USA 1   | NZL     | ARG 2   | FIN     | CDM     | ITA 1 | GBR |         | 1º     | 115    |
| 1989 | Martini Lancia   | Lancia Delta Integrale      | SWE     | MON 1 | POR 1   | KEN 1   | COR     | GRE 1   | NZL     | ARG     | FIN 6   | AUS     |         |       |     |         | 1º     | 106    |
| 1989 | Martini Lancia   | Lancia Delta Integrale 16V  |         |       |         |         |         |         |         |         |         |         | ITA 1   | CDM   | GBR |         | 1º     | 106    |
| 1990 | Martini Lancia   | Lancia Delta Integrale 16V  | MON 3   | POR 1 | KEN Ret | COR     | GRE 3   | NZL     | ARG 1   | FIN     | AUS     | ITA Ret | CDM     | GBR 3 |     |         | 4.º    | 76     |
| 1991 | Martini Lancia   | Lancia Delta Integrale 16V  | MON 2   | SWE   | POR 3   | KEN Ret | COR     | GRE 3   | NZL     | ARG 2   | FIN     | AUS     | ITA 2   | CDM   | ESP | GBR Ret | 4.º    | 69     |
| 1992 | Ford Motor Co.   | Ford Sierra RS Cosworth 4x4 | MON 8   | SWE   | POR 2   | SAF     | FRA 7   | GRE 3   | NZL     | ARG     | FIN 5   | AUS     | ITA 4   | CDM   | ESP | GBR 5   | 4.º    | 60     |
| 1993 | Ford Motor Co.   | Ford Escort RS Cosworth     | MON 3   | SWE   | POR 2   | SAF     | FRA 7   | GRE 1   | ARG 2   | NZL Ret | FIN     | AUS Ret | ITA Ret | ESP 4 | GBR |         | 4.º    | 76     |
| 1994 | Ford Motor Co.   | Ford Escort RS Cosworth     | MON 4   | POR 3 | SAF     | FRA 5   | GRE Ret | ARG Ret | NZL Ret | FIN     | ITA 3   | GBR Ret |         |       |     |         | 6.º    | 42     |

- Referencias[1]

| Predecesor: Juha Kankkunen | Campeón Mundial de Rally 1988-1989 | Sucesor: Carlos Sainz |

### Rally Dakar
| Año     | Categoría | Vehículo          | Posición | Etapas |
| ------- | --------- | ----------------- | -------- | ------ |
| 1998    | Camiones  | Iveco             | Ret.     | -      |
| 1999    | Camiones  | Iveco             | 5.º      | -      |
| 2003    | Coches    | Mitsubishi Pajero | 15.º     | -      |
| 2004    | Coches    | Mitsubishi Pajero | Ret.     | -      |
| 2005    | Camiones  | Iveco             | Ret.     | -      |
| 2006    | Camiones  | Iveco             | Ret.     | -      |
| 2007    | Coches    | Fiat              | Ret.     | -      |
| 2009    | Coches    | Mitsubishi Pajero | Ret.     | -      |
| 2012    | Camiones  | Iveco             | 6.º      | 2      |
| 2013    | Camiones  | Iveco             | 13.º     | -      |
| Fuente: |           |                   |          |        |